# 现任中国人民政治协商会议辽宁省地级行政区委员会主席列表

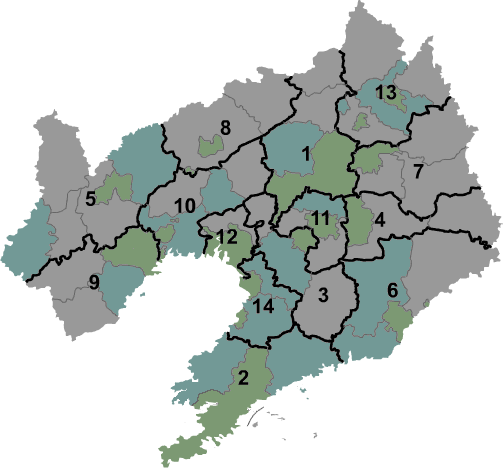
以辽宁省地級行政區來劃分，
具體請見：「辽宁省」條目，
「行政區劃」章節

本列表列出中华人民共和国辽宁省14个地级行政区中国人民政治协商会议地方委员会的现任主席。根据2004年修订的《中国人民政治协商会议章程》规定，省、自治区、直辖市设中国人民政治协商会议的省、自治区、直辖市委员会；自治州、设区的市、县、自治县、不设区的市和市辖区，凡有条件的地方，均可设立中国人民政治协商会议各该地方的地方委员会。中国人民政治协商会议各级地方委员会设主席，副主席若干人和秘书长，中国人民政治协商会议各级地方委员会的主席主持常务委员会的工作。
现任地级行政区政协委员会主席中，有2位是女性，即中国人民政治协商会议营口市委员会主席李红莉和中国人民政治协商会议锦州市委员会主席于鹏，有4位是少数民族，均为满族，最早任职的是中国人民政治协商会议铁岭市委员会主席冯智自2022年1月7日起任职，迄今3年2个月，最近任职的是中国人民政治协商会议锦州市委员会主席于鹏，自2025年1月9日起任职，迄今2个月。

## 副省级市政协委员会主席
| 副省级市政协委员会               | 政协委员会主席  | 上任日期 （任职时间）      | 出生年月           | 信息源 |
| -------------------------------- | --------------- | -------------------------- | ------------------ | ------ |
| 中国人民政治协商会议沈阳市委员会 | 于学利          | 2022年1月10日 （3年2个月） | 1963年4月 （61歲） | [ 2 ]  |
| 中国人民政治协商会议大连市委员会 | 宫福清 （满族） | 2024年1月7日 （3年2个月）  | 1967年3月 （58歲） | [ 3 ]  |

## 地级市政协委员会主席
| 地级市政协委员会                   | 政协委员会主席  | 上任日期 （任职时间）      | 出生年月            | 信息源 |
| ---------------------------------- | --------------- | -------------------------- | ------------------- | ------ |
| 中国人民政治协商会议鞍山市委员会   | 姚国民 （满族） | 2025年1月7日 （2个月）     | 1967年4月 （57歲）  | [ 4 ]  |
| 中国人民政治协商会议抚顺市委员会   | 于万军          | 2022年1月7日 （3年2个月）  | 1968年8月 （56歲）  | [ 5 ]  |
| 中国人民政治协商会议本溪市委员会   | 高巍            | 2022年1月8日 （3年2个月）  | 1964年9月 （60歲）  | [ 6 ]  |
| 中国人民政治协商会议丹东市委员会   | 陈福茂          | 2025年1月9日 （2个月）     | 1967年1月 （58歲）  | [ 7 ]  |
| 中国人民政治协商会议锦州市委员会   | 于鹏 （女）     | 2025年1月9日 （2个月）     | 1967年6月 （57歲）  | [ 8 ]  |
| 中国人民政治协商会议营口市委员会   | 李红莉 （女）   | 2023年1月5日 （2年2个月）  | 1966年9月 （58歲）  | [ 9 ]  |
| 中国人民政治协商会议阜新市委员会   | 李刚 （满族）   | 2025年1月9日 （2个月）     | 1969年6月 （55歲）  | [ 10 ] |
| 中国人民政治协商会议辽阳市委员会   | 吴松（满族）    | 2023年1月5日 （2年2个月）  | 1968年9月 （56歲）  | [ 11 ] |
| 中国人民政治协商会议盘锦市委员会   | 白鸥            | 2024年1月5日 （1年2个月）  | 1965年12月 （59歲） | [ 12 ] |
| 中国人民政治协商会议铁岭市委员会   | 冯智            | 2022年1月7日 （3年2个月）  | 1964年4月 （60歲）  | [ 13 ] |
| 中国人民政治协商会议朝阳市委员会   | 张健            | 2025年1月7日 （2个月）     | 1968年7月 （56歲）  | [ 14 ] |
| 中国人民政治协商会议葫芦岛市委员会 | 甄国强          | 2024年1月19日 （1年1个月） | 1964年11月 （60歲） | [ 15 ] |